# Agios Konstantinos (Attica)
Agios Konstantinos (in greco Άγιος Κωνσταντίνος?) è una ex comunità della Grecia nella periferia dell'Attica (unità periferica dell'Attica Orientale) con 687 abitanti secondo i dati del censimento 2001.
È stata soppressa a seguito della riforma amministrativa, detta Programma Callicrate, in vigore dal gennaio 2011 ed è ora compresa nel comune di Lavreotiki.
In età antica il luogo era conosciuto con il nome di Maronea ed era un importante centro minerario.